# Романюк, Сергей Дмитриевич
Сергей Дмитриевич Романюк (укр. Сергій Дмитрович Романюк; 21 июля 1953, Кривой Рог, Днепропетровская область — 3 марта 2019, Ивано-Франковск) — советский и украинский актёр театра и кино. Народный артист Украины (1998).

## Биография
Родился 21 июля 1953 года в городе Кривой Рог Днепропетровской области. В 1961 году семья переехала в город Новоград-Волынский Житомирской области.
В 1973 году окончил студию Национального украинского драматического театра имени Ивана Франко. С 1972 года работал в Ивано-Франковском академическом областном музыкально-драматическом театре имени Ивана Франко.
Сыграл в театре и кино более 100 ролей.
Был ведущим передачи «Гиннесс Шок» на телеканале «Интер».
Умер 3 марта 2019 года в городе Ивано-Франковск на 66-м году жизни. В Ивано-Франковске, на доме по ул. Вагилевича 3, рядом с которым проживал актёр, 28 декабря 2019 года было открыто памятную доску.

## Фильмография
1. 1993—1996 — Время собирать камни
2. 1993 — Гетманские клейноды — Валько Босаковский
3. 1994 — Записки курносого Мефистофеля — Мефистофель
4. 1995 — Роксолана — Терентий
5. 1995 — Партитура на могильном камне — врач-психиатр
6. 1995 — Осторожно! Красная ртуть! — Фёдор Федосеевич, полковник
7. 1995 — Казнённые рассветы — председатель колхоза
8. 1997 — Приятель покойника — Иван
9. 1999 — День рождения Буржуя — Нежный
10. 2000 — Непокорённый — Владимир Викторович Соловьёв, полковник МГБ
11. 2001 — На поле крови — Публий
12. 2001 — Молитва о гетмане Мазепе — Лелека, казак
13. 2002 — Чёрная рада — Иван Шрам
14. 2002 — Тайна Чингисхана — Вилме
15. 2002 — Прощание с Каиром — Георгий Васильевич / Гога
16. 2002 — Кукла — Давыдов Игорь Иосифович, полковник ФСБ
17. 2003 — Я всё решу сама — Александр Берг
18. 2003 — Мамай — старший брат
19. 2003 — Завтра будет завтра — Панченко, начальник охраны
20. 2003 — Дух земли (Украина) — Пётр Казаченко
21. 2004 — Джокер — Владимир
22. 2004 — А жизнь продолжается
23. 2005 — Второй фронт — полковник МГБ
24. 2005 — Новый русский романс (телесериал) — Валерий Бубенцов
25. 2005 — Возвращение Мухтара-2 — Добряцов, майор
26. 2005 — Седьмое небо — дядя Володя
27. 2006 — Ситуация 202 — заместитель министра
28. 2006 — Об этом лучше не знать
29. 2006 — Тайна «Святого Патрика» (Украина) — Алексей Дмитриевич Говорков, генерал
30. 2006 — Тайна Маэстро (Украина) — Григорий Орлов, граф
31. 2006 — Опер Крюк — Илья Григорьевич Щербаков, отставной КГБист
32. 2006 — Золотые парни-2 (Россия, Украина) — дядя Миша
33. 2006 — Дьявол из Орли. Ангел из Орли — Джереми Голдсмит
34. 2006 — Дурдом — Барсук
35. 2006 — Девять жизней Нестора Махно — пан Данилевский
36. 2006 — Всё включено — Назаров, следователь
37. 2006 — Волчица — Олег Иваныч Решко
38. 2006 — Бомж — Николай Фролов
39. 2007—2010 — Антиснайпер (Украина) — Сергей Петрович Кадышев, генерал милиции
40. 2007 — Отряд — губернатор
41. 2007 — Глупая звезда (Украина) — Герман
42. 2007 — Возвращается муж из командировки (Украина) — Фомин, полковник
43. 2007 — Знак судьбы — Николай
44. 2007 — Городской пейзаж — Геннадий
45. 2007 — Все должны умереть — Логинов
46. 2007—2008 — Смерть шпионам — Иван Арнольдович, полковник
47. 2008 — Хорошие парни — Антон Семёнович Марков, полковник милиции
48. 2008 — Тринадцать месяцев (Украина) — прокурор
49. 2008 — Сорокапятка (Украина) — генерал-лейтенант Смирнов
50. 2008 — Рука на счастье (Россия, Украина) — Николаич
51. 2008 — Неодинокие — папа Саши Куницына
52. 2008 — За все тебя благодарю-3 (Украина) — Пётр Пузырёв
53. 2008 — Женщина, не склонная к авантюрам (Украина) — Альберт Иванович
54. 2008 — Владыка Андрей — Андрей Шептицкий, митрополит
55. 2008 — Адреналин — Василий Федотович, генерал милиции
56. 2008 — Райские птицы — следователь
57. 2009 — Притяжение — Иван Богданович
58. 2009 — Третьего не дано (Россия, Украина) — генерал-майор
59. 2009 — Территория красоты (Украина) — Андрей Андреевич Фокин
60. 2009 — При загадочных обстоятельствах — Сергей Фёдорович, генерал
61. 2009 — Правила угона (Россия, Украина) — Гуров-старший
62. 2009 — Похищение Богини (Россия, Украина) — отец Сергея Трошина
63. 2009 — Две стороны одной Анны — Аркадий Знаменский
64. 2009 — 1941 — Василий Семёнович
65. 2010 — Брат за брата — Михалыч
66. 2010 — Завтра начинается вчера — Харламов
67. 2010 — Прощай, «Макаров»! (24-я серия «Горнолыжный курорт») — служащий проката
68. 2010 — 1942 — Василий Семёнович
69. 2011 — Ярость (Украина, Россия) — Иван, лесник
70. 2011 — Последний кордон. Продолжение — беглый зэк
71. 2011 — Остров ненужных людей — Тихоныч
72. 2011 — Дело было на Кубани — Александр Богданович Вырва
73. 2012 — Менты. Тайны большого города — полковник Николай Николаевич Деревянко («Динозавр»)
74. 2013 — Иван Сила — Иван Фирцак в старости
75. 2013 — Ловушка — Фёдор Степаныч
76. 2013 — Сашка — Вилен
77. 2014 — Синевир — Егор
78. 2014 — Левиафан — эпизод (нет в титрах)
79. 2015 — По законам военного времени — Пётр Матвеевич Томенко, старший майор госбезопасности
80. 2020 — Толока

## Награды
- 1998 — Народный артист Украины;
- 2008 — Фестиваль «Киношок»: приз за лучшую мужскую роль (фильм «Райские птицы»).